# Karrar Jassim
Karrar Jassim Mohammed (en arabe : كرار جاسم) est un footballeur irakien né le 11 juin 1987, qui joue au poste de défenseur avec l'équipe d'Irak et le club iranien de Tractor Sazi. Il est international irakien.

## Statistiques

### En club
| Saison      | Club         | Pays  | Championnat        | Championnat | Championnat |
| Saison      | Club         | Pays  | Division           | Matchs      | Buts        |
| ----------- | ------------ | ----- | ------------------ | ----------- | ----------- |
| 2007 - 2008 | Al-Wakrah    | Qatar | Qatar Stars League | 10          | 1           |
| 2008-2009   | Al-Wakrah    | Qatar | Qatar Stars League | 17          | 8           |
| 2009-2010   | Tractor Sazi | Iran  | Iran Pro League    | 19          | 4           |
| 2010-2011   | Tractor Sazi | Iran  | Iran Pro League    | 16          | 4           |

## Buts internationaux
| # | Date            | Lieu             | Adversaire    | Score | Résultat | Compétition                                        |
| - | --------------- | ---------------- | ------------- | ----- | -------- | -------------------------------------------------- |
| 1 | 19 janvier 2011 | Al Rayyan, Qatar | Corée du Nord | 1-0   | 1-0      | Coupe d'Asie des nations de football 2011 Groupe D |

## Palmarès
Avec l'Irak, il remporte la Coupe d'Asie des nations en 2007 en battant l'Arabie Saoudite en finale. 